# 中崙 (宜蘭縣)
中崙，舊稱中崙仔，是台灣宜蘭縣頭城鎮的一個傳統地域名稱，位於該鎮南部。相較於今日行政區，其範圍大致為中崙里西北半部。

## 歷史
台灣清治末期，中崙地區為一街庄，稱為「中崙庄」，隸屬於頭圍堡。該庄東與下埔庄為鄰，南及西與二圍庄為鄰，北邊為金面庄。
1901年（日治明治三十四年）11月，廢縣廳改設二十廳，該庄隸屬於宜蘭廳，編入第四區。1905年（明治三十八年）7月，第四區改名「二圍區」。1909年（明治四十二年）10月，合併二十廳為十二廳，該庄仍隸屬於宜蘭廳。1920年（大正九年），廢十二廳改設五州二廳，該庄改制為「中崙」大字，隸屬於臺北州宜蘭郡頭圍庄，大字下有「中崙」、「港子墘」、「新圍」小字名。
戰後頭圍庄改制為頭圍鄉，隸屬於臺北縣，大字亦改制為村。1946年9月，頭圍鄉更名為頭城鄉。1948年再改制為頭城鎮，村改制為里。1950年10月，北、基、宜分治，頭城鎮改隸屬於宜蘭縣。

## 聚落
本地區發展較早的聚落有中崙、港子墘等，在日治期初期的官方地圖上已有記載。

## 交通
台鐵宜蘭線是台灣東北部鐵路幹線，大致以東北—西南走向轉東北東—西南西走向經過中崙地區北部。境內未設站，但東北側不遠處即為頂埔車站，屬招呼站，只停靠區間車。由此可前往台鐵沿線各地。
省道台2庚線（青雲路二段）是頭城至二城的幹線，大致以東北—西南走向經過本地區北部近邊界地帶。由該道路向東北可前往頂埔、新興、頭城市區南側並止於省道台2線路口，向西南可前往二城並止於省道台9線路口，亦可於該處連接國道5號頭城交流道。
縣道191號是頂埔至宜蘭的道路，大致以北北東—南南西走向經過本地區。由該道路向北北東可前往頂埔並止於省道台2庚線路口，向南南西可前往大塭、五股、茅埔、踏踏、抵美、五間、壯七並止於宜蘭市區東側的省道台7線路口。

## 學校
- 二城國小（小部分）